# Paku Alam VII.
Paku Alam VII. (geboren als Bendara Raden Mas Haryo Surardjo; * 9. Dezember 1882; † 16. Februar 1937) war der siebente Herzog des Herzogtums Pakualaman (Indonesien).

## Leben
Da Paku Alam beim Tod seines Vaters Paku Alam VI. noch an der HBS (Hogereburgerschool) in Semarang studierte, setzte die Regierung von Niederländisch-Indien zunächst einen Verwalter für Pakualaman, ein im Sultanat Yogyakarta auf Java gelegenes Herzogtum Niederländisch-Indiens, ein. Am 16. Oktober 1906 wurde dann Paku Alam VII. als Nachfolger seines Vaters als Herzog (Adipati) von Pakualaman eingesetzt. Die offizielle Inthronisationszeremonie fand jedoch erst am 17. Dezember desselben Jahres statt. Ab 1921 führte er den Titel Kanjeng Gusti Pangeran Adipati Arya Prabu Suryadilaga.
In Zusammenarbeit mit der niederländisch-ostindischen Regierung setzte er Reformen u. a. im sozialen und landwirtschaftlichen Bereich und in der Verwaltung um. Er förderte die Kultur, insbesondere den klassischen Tanz, gründete Schulen und schuf eine Stipendieneinrichtung, um begabten Schülern eine weitergehende Ausbildung zu ermöglichen. Nach seinem Tod folgte ihm sein Sohn Paku Alam VIII., später Gouverneur von Yogyakarta, nach.